# Silviu Balaure
Silviu Nicolae Balaure (n. 6 februarie 1996, Drobeta-Turnu Severin, Mehedinți, România) este un fotbalist român, care joacă pe post de mijlocaș lateral la Hermannstadt în SuperLiga României. Pe plan internațional, are prezențe la națională pentru România Sub-17, România Sub-19 și România Sub-21.